# Peltocephalus dumerilianus
Peltocephalus dumerilianus ou tartaruga-de-cabeça-grande-do-amazonas é uma espécie de cágado (Pleurodira) da família Podocnemididae. É a única espécie descrita para o gênero Peltocephalus. Pode ser encontrada no Equador, Colômbia, Brasil e Venezuela.